# Josep Cañellas Fons
Josep Cañellas Fons (Palma, Mallorca, 1932 - Palma, 13 de gener de 2020) és un polític mallorquí, germà de Gabriel Cañellas Fons.

## Trajectòria
Es llicencià en dret i en ciències econòmiques per la Universitat de Deusto. Ha estat conseller administrador general d'Hoteles Isleños, S.A i secretari de la Junta Regional de Balears del Partit Popular.
Amb aquest partit fou elegit diputat per les Illes Balears a les eleccions generals espanyoles de 1982, 1986 i 1989. Ha estat Vicepresident Segon de la Comissió Especial d'Estudi de la Reforma de la Legislació d'Arrendaments Urbans (1983-1984), vicepresident segon de la Comissió de Justícia i Interior (1986-1989), vicepresident de la Comissió d'Estudi de la situació de les sectes religioses a Espanya (1988) i vocal de les comissions Constitucional i de Justícia i Interior (1988-1993). Fou membre de l'anomenada Comissió dels Onze, que redactà l'Estatut d'Autonomia de les Illes Balears de 1983.
Fou escollit senador per Mallorca a les eleccions generals espanyoles de 1993 i 1996. Dins del Senat ha estat membre de la Diputació Permanent, secretari tercer de la Mesa del Senat (1993-1996) president de la Comissió d'Interior i Funció Pública (1996-2000) i vicepresident de la comissió d'incompatibilitats (1996-1997).